# Michał Iwaszkiewicz
Michał Iwaszkiewicz (ur. 29 sierpnia 1942 w Warszawie, zm. 24 sierpnia 2018) – polski ekonomista, twórca i rektor Wyższej Szkoły Umiejętności Społecznych w Poznaniu, dr hab., prof. nadzw WSUS.

## Życiorys
Absolwent Wydziału Prawa Uniwersytetu im. Adama Mickiewicza w Poznaniu, wieloletni wykładowca Instytutu Kulturoznawstwa UAM i Akademii Muzycznej im. Ignacego Paderewskiego w Poznaniu. Stypendysta rządu francuskiego na Sorbonie.
Począwszy od studiów współpracował z poznańskimi mediami. W 1963 nawiązał współpracę z Gazetą Poznańską, artykuły i felietony zamieszczał także w Głosie Wielkopolskim. W 1992 inicjator wydawania periodyku kulturalnego lansującego dobre obyczaje Poznański Pegaz i przewodniczący jego rady programowej. Na antenie Radia Merkury prezentował cykliczne porady z zakresu tradycji i dobrego obyczaju. Od 2010 roku współtwórca programów telewizyjnych poświęconych dobrym obyczajom.
Autor programu Etykieta Menadżera realizowanego w ramach Studium Menadżerów Kultury w Poznaniu oraz kursów doskonalenia komunikacji interpersonalnej i społecznej.
W latach 1996–1998 zasiadał w Wielkopolskiej Radzie Gospodarczej. Członek Rady Naukowej Biblioteki Kórnickiej PAN, Rady Programowej Instytutu Dziennikarstwa Prasy Polskiej i Rady Naukowej Centrum Badań Interdyscyplinarnych.
Uhonorowany 45 odznaczeniami państwowymi, resortowymi i regionalnymi, w tym Krzyżem Oficerskim i Kawalerskim Orderu Odrodzenia Polski, Złotym Krzyżem Zasługi, Krzyżem za Zasługi dla ZHP, Medal za Zasługi dla Policji, Złotą Odznaką Zrzeszenia Studentów Polskich.
Od 2005 honorowy konsul Republiki Estonii.

## Publikacje
- Dokąd zmierza Europa? / red. nauk. Zbigniew Drozdowicz, Michał Iwaszkiewicz.- Poznań 2007.
- Europa wspólnych wartości. T. 3 / red. nauk. Zbigniew Drozdowicz, Michał Iwaszkiewicz.- Poznań 2006.
- Marketing a rynek sztuki współczesnej / Michał Iwaszkiewicz.- Poznań 1998.
- Menedżer kultury: podręcznik / pod red. Michała Iwaszkiewicza.- Warszawa – Poznań 1995.
- Państwo a gwarancje rozwoju kultury w Polsce: w świetle obowiązującego prawa / Michał Iwaszkiewicz.- Poznań 1999.
- Poradnik dobrych obyczajów profesora Michała Iwaszkiewicza / rozmowy przeprowadził Marek Zaradniak; wstępem opatrzył Jan Grad ; Poznań 2006.
- Szkoła dobrych manier profesora Michała Iwaszkiewicza / notował Marek Zaradniak; wstępem opatrzył Jan Sandorski, Poznań 2010.